# Штавица (Прилеп)
Штавица (мкд. Штавица) је насеље у Северној Македонији, у јужном делу државе. Штавица припада општини Прилеп.

## Географија
Насеље Штавица је смештено у јужном делу Северне Македоније. Од најближег већег града, Прилепа, насеље је удаљено 12 km јужно.
Штавица се налази на источном ободу Пелагоније, највеће висоравни Северне Македоније. Источно од села издиже се Селечка планина. надморска висина насеља је приближно 820 метара.
Клима у насељу је планинска због знатне надморске висине.

## Становништво
По попису становништва из 2002. године, Штавица је имала 84 становника.
Претежно становништво у насељу су етнички Македонци (100%).
Већинска вероисповест у насељу је православље.